# 니그로
니그로(Nigro, 학명: Amatitlania nigrofasciata) 또는 컨빅트 시클리드(Convict cichlid)는 중앙아메리카 원산의 관상어이다. 번식 난이도가 쉬워 열대어를 처음 기르는 사람들에게 입문어로 추천받고 있다. 몸길이는 10~15cm이며, 온도는 22~30 °C, pH는 6.5 ~ 8.0를 권장한다. 채식성으로 태어난 지 6개월 정도가 지나면 번식이 가능하다. 성숙한 수컷은 여느 시클리드들처럼 이마에 혹이 튀어나오고 암컷은 배가 붉어진다. 부성애와 모성애가 각별하여 짝을 맺으면 다른 물고기들을 공격하고, 일반 가정집에서도 한 쌍을 기르면 번식시키기가 쉽다.

## 사진

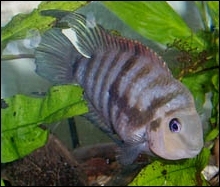
수컷
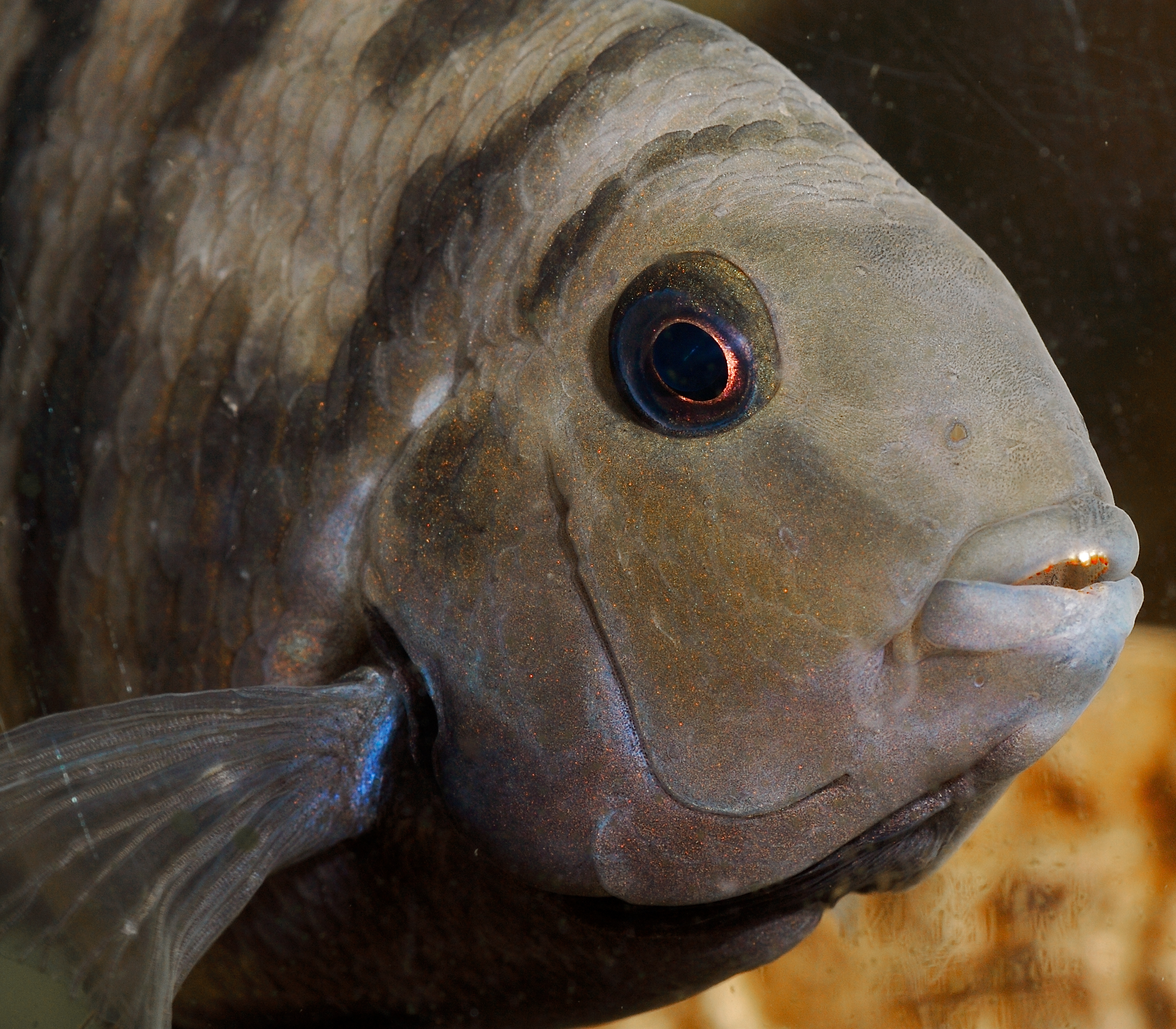
수컷
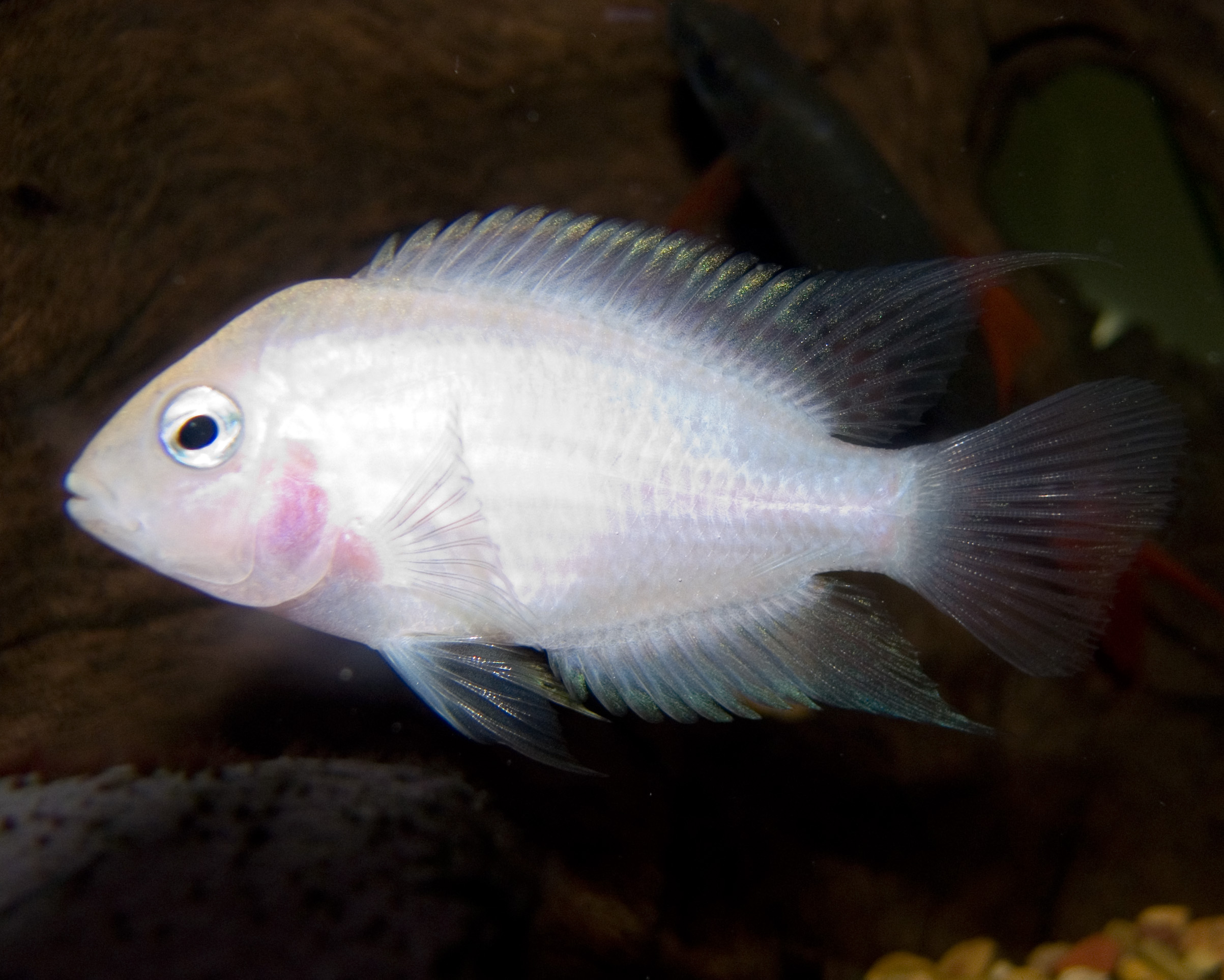
하얀 개량종 수컷.애완동물 가게에서 "화이트 니그로"라고 팔린다.
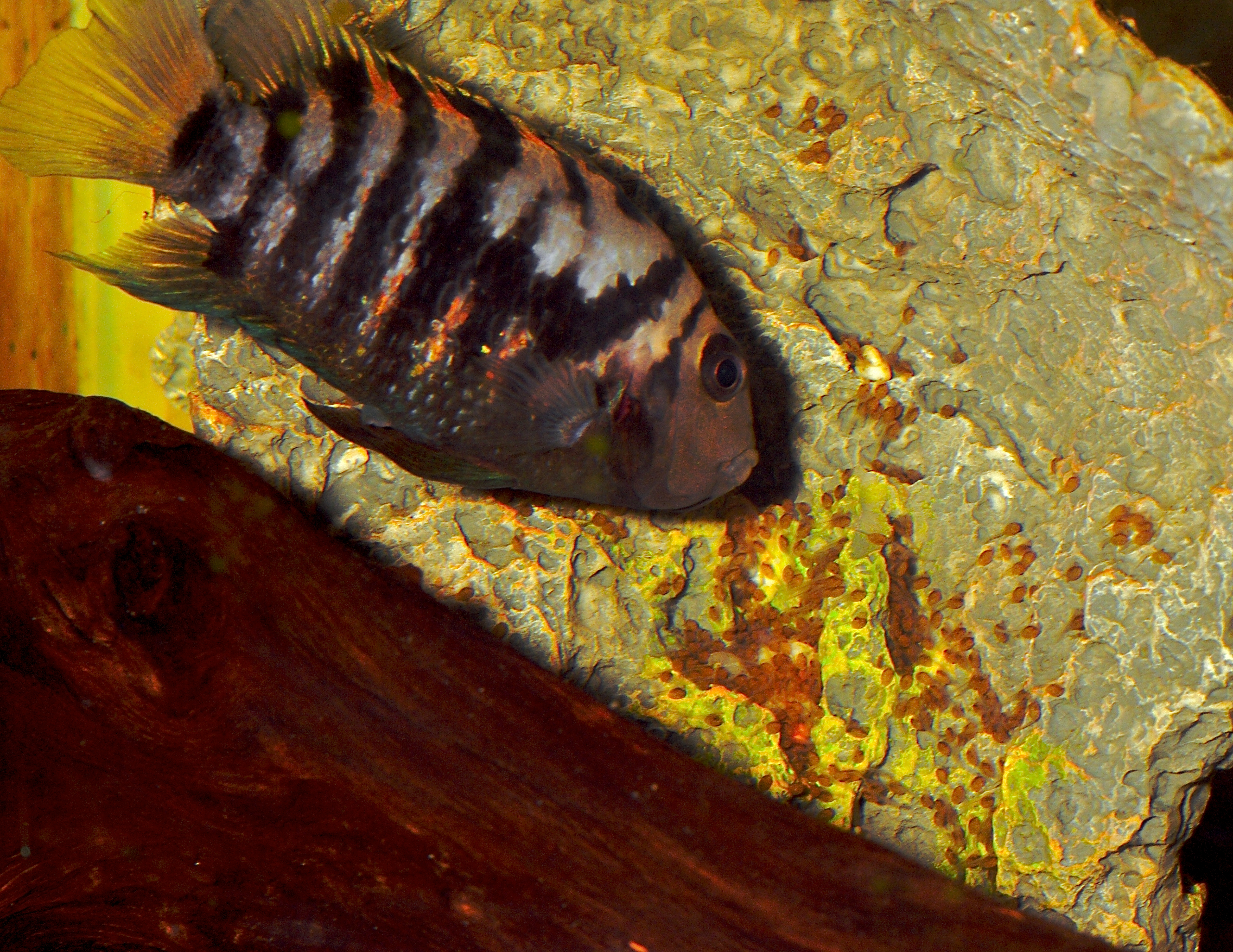
새끼를 돌보는 암컷
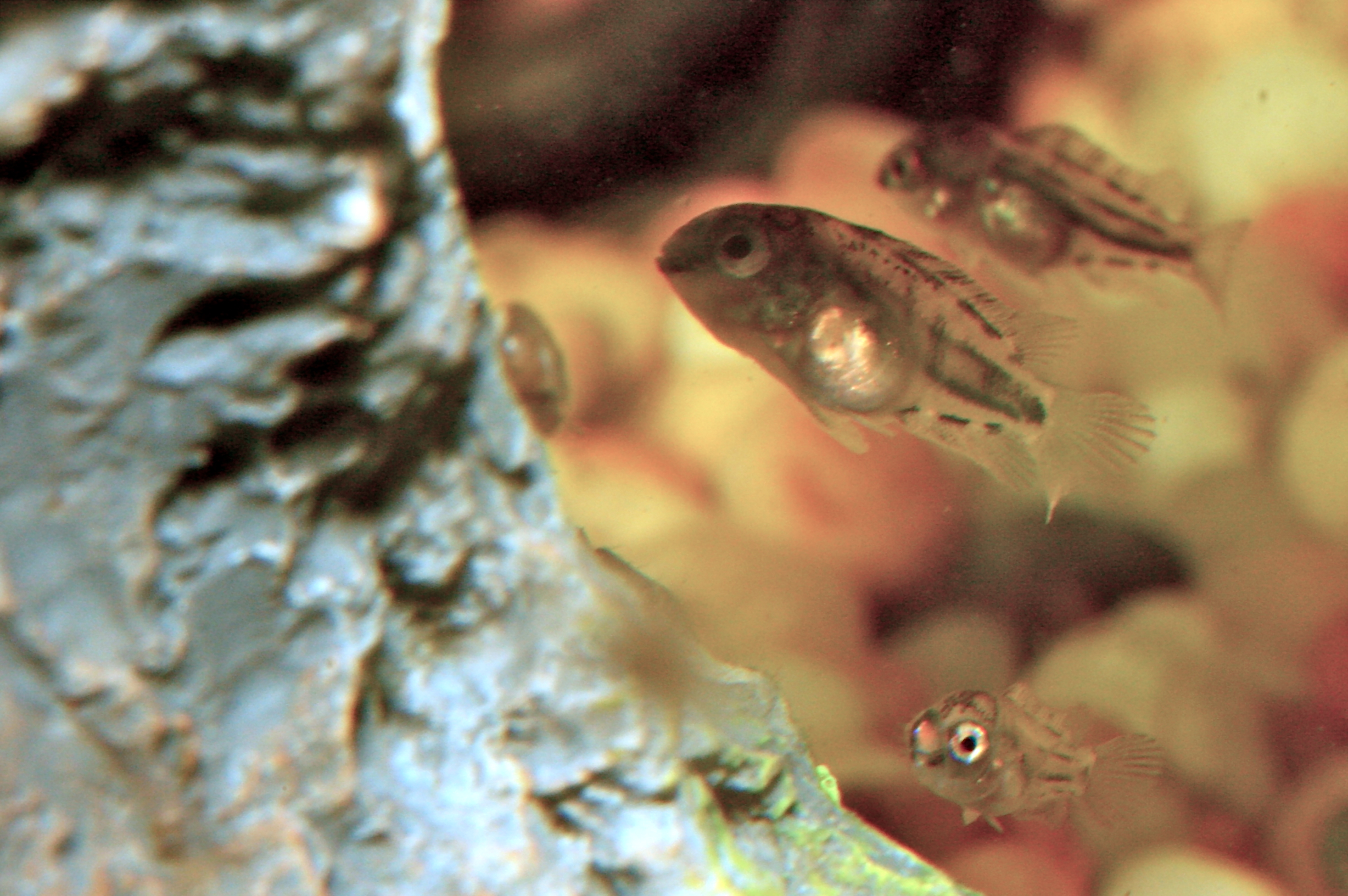
치어
암컷과 치어들

## 같이 보기
- 시클리드